# Karla Woisnitza

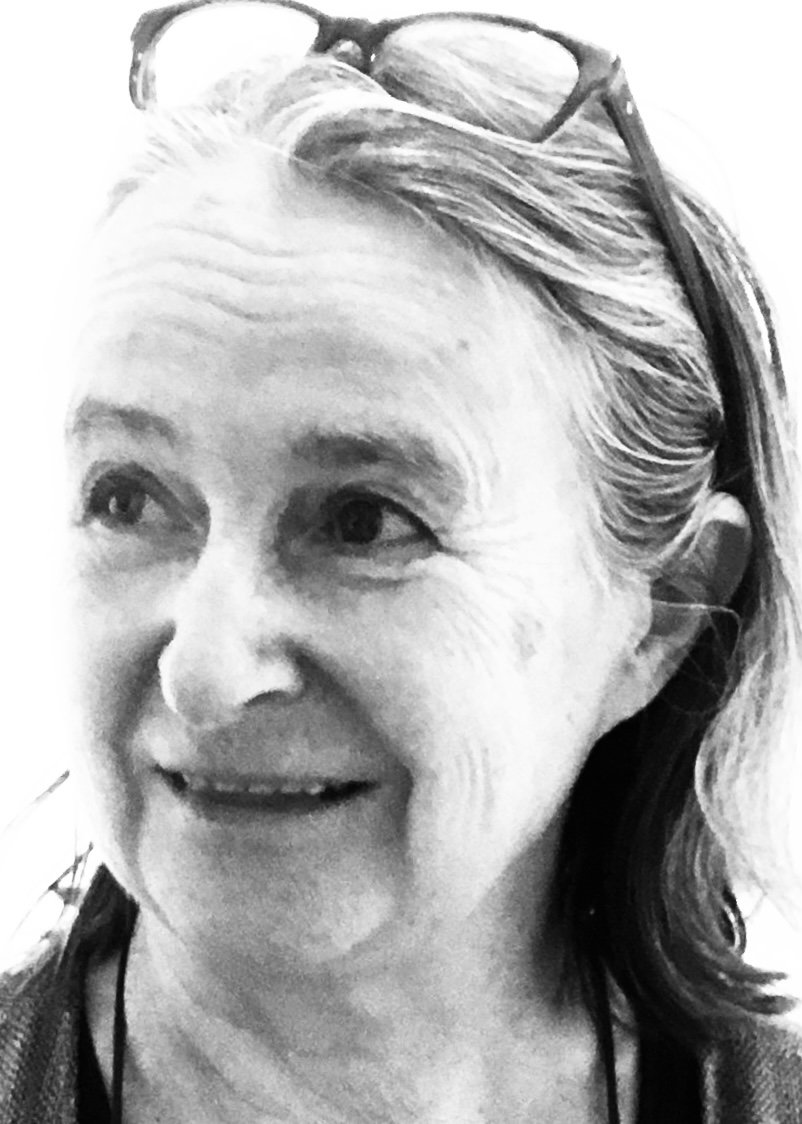
Karla Woisnitza (2019)

Karla Woisnitza (* 16. August 1952 in Rüdersdorf bei Berlin) ist eine deutsche Malerin und Grafikerin.

## Leben und Werk
Karla Woisnitza ist Tochter eines Elektrikers und einer Buchhalterin. Nach dem Abitur absolvierte sie ein Szenenbild-Volontariat in Berlin und anschließend eine Bühnenbild-Assistenz am Kindertheater Halle/Saale. Zwischen 1973 und 1978 studierte sie Bühnen- und Kostümbild an der Hochschule für Bildende Künste Dresden und schloss 1978 ab. Nach einem externen Studium ab 1990 erhielt sie 1991 ein Diplom für Malerei und Grafik ebenso an der Hochschule für Bildende Künste Dresden. Zu ihren wichtigsten Lehrern zählen Erika Stürmer-Alex und Günther Hornig.
Seit 1980 lebt und arbeitet Woisnitza als freiberufliche Künstlerin in Berlin. Sie war bis 1990 Mitglied des Verbands Bildender Künstler der DDR.
1992 erhielt sie den Marianne-Werefkin-Preis des Vereins der Berliner Künstlerinnen. Von 1992 bis 2000 war sie Mitglied dieses Vereins und nahm an dessen Ausstellungen teil (1992, 1993, 1995). 2015 trat sie wieder in den Verein ein. 1993 bis 1995 schuf sie sieben große Fresken für das Universitäts-Klinikum Rudolf Virchow in Berlin.
1994 wurde sie mit dem Käthe-Kollwitz-Preis der Akademie der Künste (Berlin) ausgezeichnet. 1996 erhielt sie ein Stipendium der Mid-America Arts Alliance in den USA. 1998 bis 2000 schuf sie Spruch-Fresken für die Hoffnungskirche Rüdersdorf bei Berlin und 2002 ein Fresko im Gemeindesaal der Hoffnungskirche Rüdersdorf. Karla Woisnitza versteht ihre Arbeiten unter dem Stichwort „visual art“. Seit Beginn ihrer selbständigen künstlerischen Tätigkeit war Woisnitza auf über 300 Ausstellungen in Galerien und Museen in Deutschland und international vertreten, darunter mumok, Wien (2009), Tate Modern, London (2012), Centro Cultural Correios, Rio de Janeiro (2014), Museum Barberini, Potsdam und Sprengel Museum, Hannover (2017).
Werke von Woisnitza befinden sich u. a. in der Berlinischen Galerie, Kunstsammlung Archiv der Akademie der Künste Berlin, Stiftung Stadtmuseum Berlin, Kupferstichkabinett Berlin, Kunstsammlung des Deutschen Bundestages, Kunstsammlung Willy-Brandt-Haus, Staatsbibliothek Berlin, Kunstsammlungen Chemnitz, Kupferstichkabinett, Kunstgewerbemuseum, Puppentheatersammlung und Sächsischer Kunstfonds Dresden, im Brandenburgischen Landesmuseum für moderne Kunst (BLMK), Angermuseum Erfurt und im National Museum of Women in the Arts (NMWA), Washington D.C.

## Ausstellungen (unvollständig)

### Teilnahme an Ausstellungen in der Zeit der DDR
- 1979, 1982, 1985 und 1990: Frankfurt/Oder, Bezirkskunstausstellungen
- 1983: Leipzig, Messehaus am Markt („Kunst und Sport“)
- 1986 und 1990: Fürstenwalde, Altes Rathaus („Miniatur in der bildenden Kunst der DDR“)
- 1988: Sofia („Erkundungen“)
- 1988: Bonn, Frauenmuseum („Skripturale“)
- 1989 und 1990: Berlin und weitere Städte („100 ausgewählte Grafiken“)

### Ausstellungen seit der deutschen Wiedervereinigung
- 1994 Malerei, Grafik, Künstlerbücher zu Texten der Schriftstellerin Elke Erb. Mit Arbeiten von Angela Hampel, Christine Schlegel, Uta Schneider, Wolfgang Smy, Michael Voges, Anna Werkmeister und Karla Woisnitza. Neues Kunsthaus Ahrenshoop.[8]
- 1994 Karla Woisnitza to Forrest Bess. Galerie Nord, Dresden; Galerie in der Mathematischen Fachbibliothek, Technische Universität Berlin
- 1994 prima idea. Der Deutsche Künstlerbund in Mannheim, Landesmuseum für Technik und Arbeit in Mannheim
- 2015 Welcome to Futuristan. Projektraum Axel Daniel Reinert[9]
- 2015 jahr-ein-jahr-aus-gezeichnet. Jahresendausstellung zum Thema Zeichnung, in Kooperation mit dem Berliner Kabinett e. V. Galerie Alte Schule Adlershof, Berlin[10]
- 2018 Super Nova. Galerie Alte Schule Adlershof, Berlin[11]
- 2018 Medea muckt auf. Radikale Künstlerinnen hinter dem Eisernen Vorhang. Kunsthalle im Lipsiusbau, Staatliche Kunstsammlungen Dresden[12]
- 2022 herzwärts wild. Umbrüche 1982-97. Brandenburgisches Landesmuseum für moderne Kunst, Dieselkraftwerk Cottbus[13]